# Frea nigrovittata
Frea nigrovittata là một loài bọ cánh cứng trong họ Cerambycidae.